# Francisco Vallejo Pons

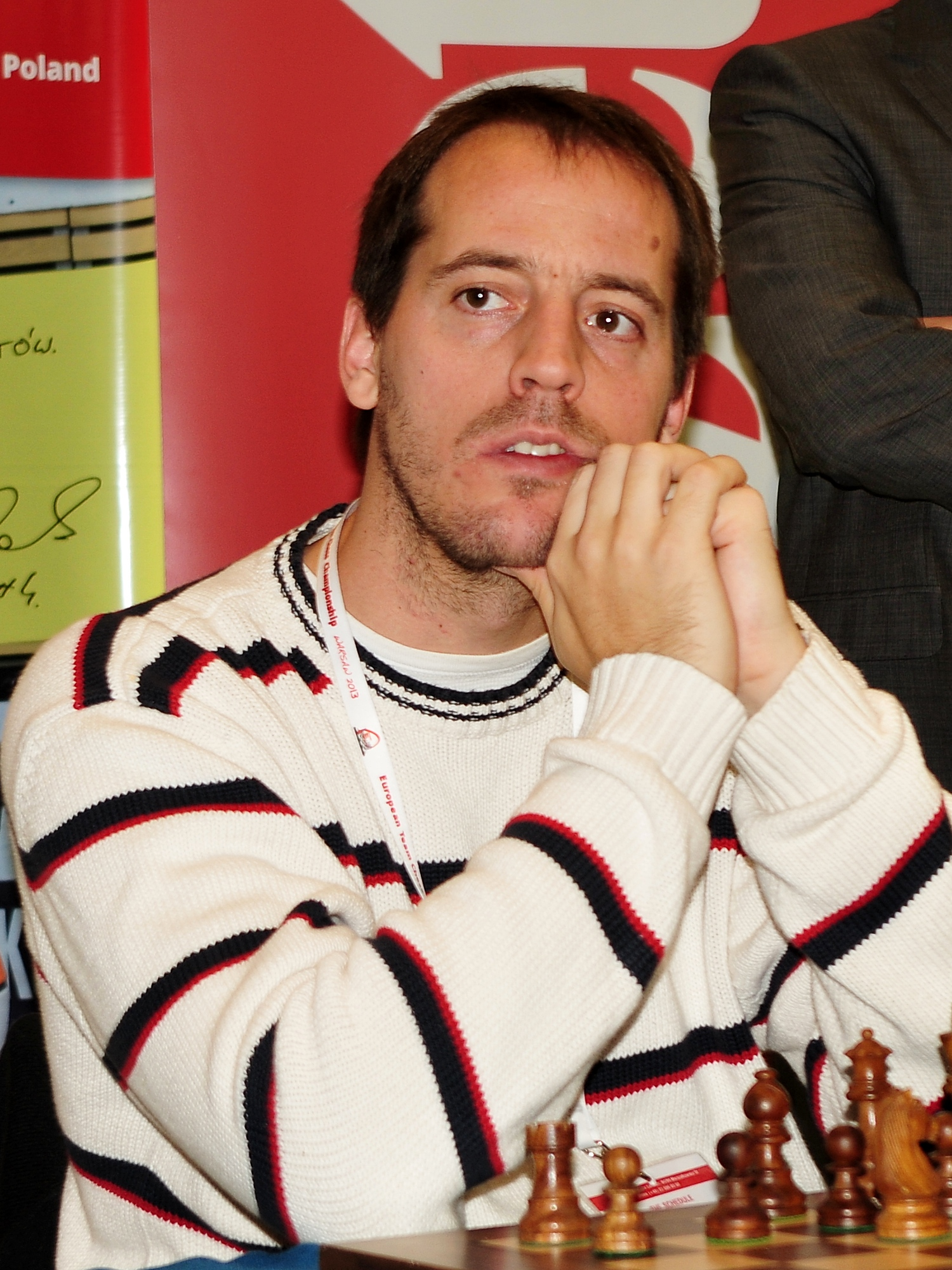
Francisco Vallejo Pons (2013)

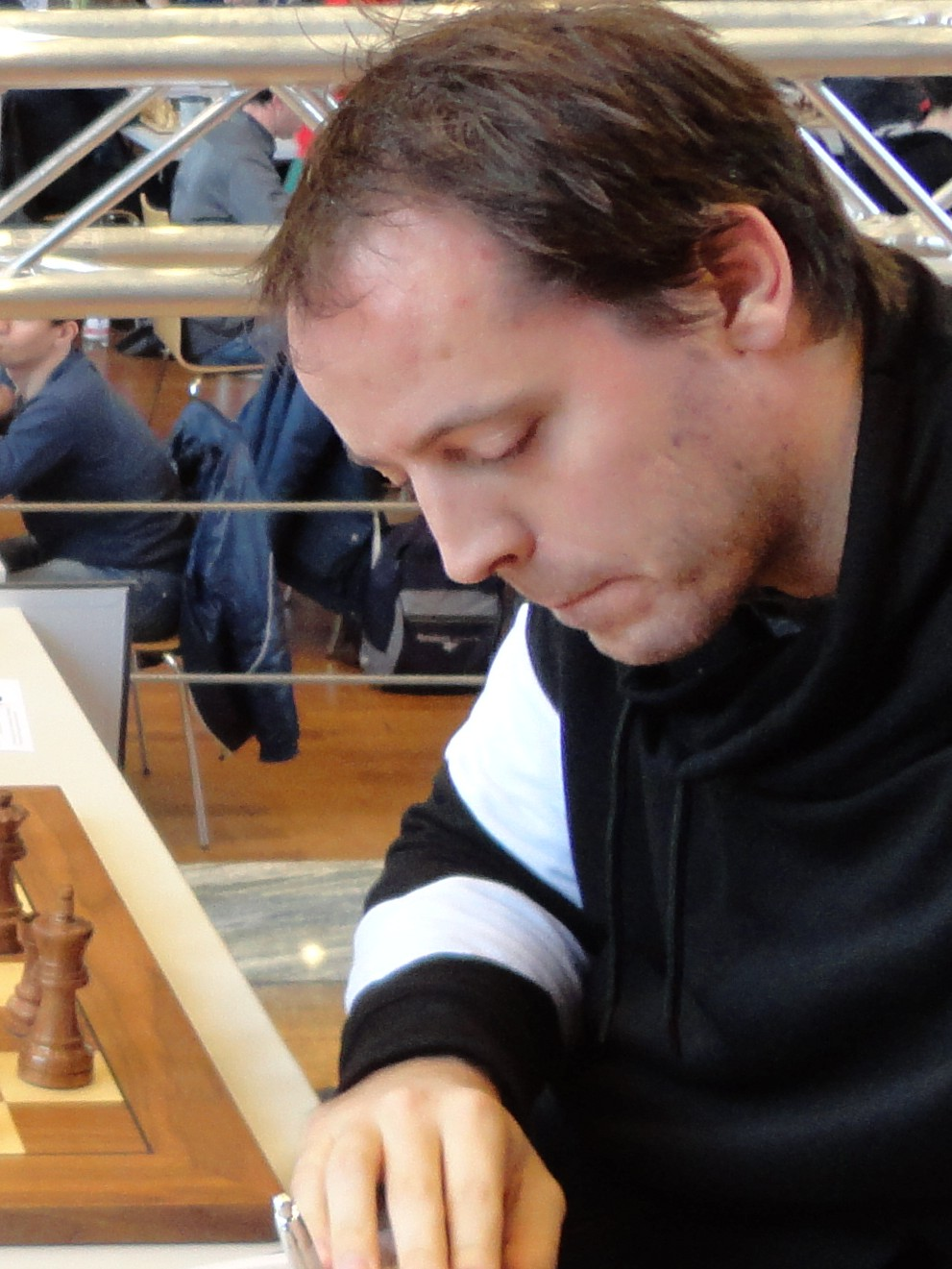
Francisco Vallejo Pons (2016)

Francisco Vallejo Pons (Es Castell, Menorca, 21 augustus 1982) is een Spaanse schaker met een FIDE-rating 2711 in 2016. Hij is sinds 1996 een grootmeester (GM). Vijf keer was hij kampioen van Spanje.  

## Resultaten
Francisco Vallejo Pons leerde op vijfjarige leeftijd schaken. 
- Bij het Wereldkampioenschap schaken voor jeugd werd hij in 1991 in Mamaia tweede in de categorie tot 10 jaar.
- In 1992 werd hij in Warschau tweede bij het Europees kampioenschap schaken voor jeugd in de categorie tot 10 jaar en in Duisburg gedeeld derde, met Étienne Bacrot, bij het WK voor jeugd in de categorie tot 10 jaar.
- In 1993 werd hij in Bratislava tweede bij het WK voor jeugd in de categorie tot 12 jaar.
- In 1994 werd hij in Szeged gedeeld derde, met Roeslan Ponomarjov, WK voor jeugd in de categorie tot 12 jaar.
- In 1998 won hij gedeeld met Miguel Illescas Córdoba het kampioenschap van Spanje in Linares.
- In 1998 werd hem door de FIDE de titel Internationaal Meester (IM) toegekend.
- In 1999 werd hij grootmeester, hij was toen 16 jaar en 9 maanden oud.[1]
- In 2000 werd hij in Avilés tweede op het EK schaken voor jeugd in de categorie tot 20 jaar en won in Oropesa del Mar het WK schaken voor jeugd in de categorie 18 jaar.
- In 2000 won hij het Mallorca Open en speelde voor de eerste keer met het Spaanse nationale team in de Schaakolympiade in Istanboel.
- In 2001 won hij in Havanna het Capablanca-Memorial en speelde hij in Mondariz een tweekamp tegen de Bosniër Ivan Sokolov, met als uitslag 4–4 (+1 =6 −1).
- In 2002 eindigde hij in Ayamonte bij het kampioenschap van Spanje als tweede, achter Aleksej Sjirov, die de Spaanse nationaliteit had verkregen.
- In 2002 won hij het toernooi in Dos Hermanas.
- In 2002 nam hij voor het eerst deel aan het toernooi in Linares, dat werd gewonnen door Garri Kasparov.
- In 2004 speelde hij in Vera (Almería) een tweekamp tegen Viktor Kortsjnoi, die door Francisco Vallejo Pons werd gewonnen met 3½–2½ (+2 =3 −1).
- Op het Linares-toernooi van 2005 dat door Garri Kasparov met 8 uit 12 gewonnen werd, eindigde hij samen met Rustam Kasimdzjanov met 4 uit 12 op de zevende plaats.
- Op 4 en 5 juni 2005 speelde Francisco mee in het 29e open toernooi Vicente Bonil in Albox dat met 7.5 punt uit 9 ronden gewonnen werd door Alexis Cabrera. Hij eindigde met 7.5 op de tweede plaats terwijl Aleksej Drejev met 7 punten derde werd.
- Bij de Wereldbeker schaken 2005 in Chanty-Mansijsk eindigde hij als twaalfde.
- In 2006 won hij gedeeld met Roeslan Ponomarjov een toernooi voor jonge meesters in de Mexicaanse stad Cuernavaca.
- In 2006 won hij in León het kampioenschap van Spanje, dat hij opnieuw won in 2009 in Palma. In 2014 werd hij in Linares voor de derde keer Spaans kampioen, en deze titel wist hij in 2015 en 2016 in dezelfde plaats met succes te verdedigen.
- In 2012 won hij het Ciudad de Leon Masters toernooi, een match over zes partijen, door met 3½–2½ te winnen van de Bulgaar, voormalig wereldkampioen, Veselin Topalov.[2]

## Terugtrekking uit het schaken en terugkeer
Na een pijnlijk verlies tegen Sergej Karjakin in de voorlaatste ronde van de finale van de Bilbao Chess Masters in 2012, kondigde Vallejo Pons aan dat hij zich ging terugtrekken uit het competitieve schaken.
Maar in 2013 werd hij gedeeld eerste op het Europees kampioenschap schaken.
Sindsdien heeft hij nog aan diverse toernooien deelgenomen, waaronder de Bilbao Chess Masters van 2014, en speelde mee in nationale competities voor verenigingen. 
Vallejo Pons nam deel aan de cyclus voor de FIDE Grand Prix 2017. Hij speelde in de voorrondes in Sharjah en Moskou, en eindigde in beiden in de onderste helft, waardoor hij geen kans meer had zich via de Grand Prix te kwalificeren voor het kandidatentoernooi van 2018.  

## Partij 1
In maart 2005 speelde Francisco Vallejo Pons mee in het Ambertoernooi dat in Monaco verspeeld werd. De partij blindschaak van Vladimir Kramnik tegen Vallejo Pons in dit toernooi volgt hieronder:

1.e4 c5 2.Pf3 Pc6 3.d4 cxd4 4.Pxd4 e5 5.Pb5 a6 6.Pd6+ Lxd6 7.Dxd6 Df6 8.Dd1 Dg6 9.Pc3 Pge7 10.h4 h5 11.Th3 d5 12.Tg3 Lg4 13.f3 dxe4 14.fxg4 Td8 15.Ld2 f5 16.Te3 hxg4 17.Kf2 Txh4 18.Tc1 Dd6 19.Ke1 Th1 20.De2 Pd4 21.Df2 f4 22.Pxe4 Dg6 23.Pg3 fxg3 24.Txg3 De4+ 25.Kd1 Pef5 26.Td3 g3
(diagram) en Vladimir geeft op (0–1).

## Nationale teams
Met het Spaanse nationale team nam Vallejo Pons deel aan de volgende Schaakolympiades: 2000, 2002, 2004, 2006, 2008, 2010, 2012, 2014 en 2016. Hij bereikte in 2008 in Dresden een individuele tweede plaats voor zijn resultaat aan het tweede bord.
Ook vertegenwoordigde hij Spanje bij het EK landenteams in 2001, 2003, 2007, 2009, 2011, 2013 en 2015, waarbij hij in 2003 het beste en in 2007 het tweede resultaat behaalde aan bord 2.

## Verenigingen
In de Spaanse competitie voor schaakverenigingen speelde Vallejo Pons van 1995 tot 2000 en van 2008 tot 2011 voor CA Marcote Mondariz, waarmee hij in 1999 en in 2010 kampioen werd. In 2002, 2006 en in 2007 speelde hij voor CA Tiendas UPI Mancha Real, waarmee hij in 2002 kampioen werd, van 2003 tot 2005 voor CA Valencia, in 2013 voor SCC Sabadell, in 2015 en 2016 voor Sestao Fundacion EDP, waarmee hij in 2016 kampioen werd, en in 2020 voor Andreu Paterna.
In de Duitse bondscompetitie speelde Vallejo Pons in seizoen 2001/02 voor de kampioen Lübecker Schachverein von 1873, in seizoen 2002/03 voor SK Turm Emsdetten, sinds 2003 speelt hij voor OSG Baden-Baden, waarmee hij in 2006 tot en met 2015, en in  2017 tot en met 2020 Duits kampioen werd. Met Baden-Baden nam hij in 2008, 2009 en 2010 deel aan de European Club Cup waarbij hij in 2008 met het team tweede werd en in 2009 een individuele bronzen medaille behaalde voor zijn resultaat aan het derde bord. In Frankrijk speelde hij in seizoen 2001/02 voor Montpellier Echecs en van 2002 tot 2007 voor Paris Chess Club, waarmee hij in 2003 tot en met 2006 kampioen van Frankrijk werd, de European Club Cup won in 2003 en 2004 en derde werd in 2005. Verdere deelnames aan de European Club Cup waren in 2016 met Ashdod, in 2018 en 2019 met het team van Obiettivo Risarcimento Padova, dat in 2019 won. In de Chinese competitie speelde hij in 2017 en 2019 voor Hangzhou, in 2018 voor Chengdu.  

## Partij 2
Op 25 februari 2006 versloeg hij op het Linares-toernooi, spelend met zwart, de FIDE wereldkampioen Veselin Topalov in 56 zetten.
Topalov vs. Vallejo Pons
1.d4 d5  2.c4 c6  3.Pc3 Pf6  4.Pf3 e6  5.Lg5 h6  6.Lh4 dxc4  7.e4 g5  8.Lg3 b5  9.Le2 Lb7  10.0-0 Pbd7  11.Pe5 h5  12.Pxd7 Dxd7  13.Le5 Th6  14.f3 De7  15.a4 a6  16.Dc2 Td8  17.Tad1 Pd7  18.Lc7 Tc8  19.Lg3 e5  20.d5 b4  21.dxc6 Thxc6  22.Pd5 De6  23.Dd2 h4  24.Lf2
(diagram 1)
24... c3  25.bxc3 bxc3 26.Dxg5 c2  27.Tc1 h3  28.g3 Dh6  29.Df5 Dd2  30.Tfe1 La3  31.f4 Lxc1  32.Lh5 Tg6  33.Lxg6 Lxd5  34.exd5
(diagram 2)
34... Dxe1+  35.Lxe1 Le3+  36.Kf1 c1D  37.Dxf7+ Kd8  38.Ke2 Lb6  39.Ld2 Dc4+  40.Kf3 e4+  41.Kg4 Kc7  42.a5 Ld4  43.Lf5 Tg8+  44.Kh4 Th8+  45.Kg5 Db5  46.Le6 e3  47.Le1 e2  48.g4 Tf8  49.Dh7 Le3  50.Kh4 Lxf4  51.g5 Da4  52.Kh5 Lxh2  53.Lxh3 Le5  54.Dd3 Th8+  55.Kg6 Pf8+  56.Kf7 Kd8  (0–1)
(diagram 3)
|   | diagram 1          |    |    |    |    |    |    |    |
| 8 |                    |    | rd |    | kd | bd |    |    |
| 7 |                    | bd |    | nd |    | pd |    |    |
| 6 | pd                 |    | rd |    | qd |    |    |    |
| 5 |                    |    |    | nl | pd |    | pd |    |
| 4 | pl                 | pd | pd |    | pl |    |    | pd |
| 3 |                    |    |    |    |    | pl |    |    |
| 2 |                    | pl |    | ql | bl | bl | pl | pl |
| 1 |                    |    |    | rl |    | rl | kl |    |
|   | a                  | b  | c  | d  | e  | f  | g  | h  |
|   | Stelling na 24.Lf2 |    |    |    |    |    |    |    |

|   | diagram 2           |   |    |    |    |    |    |    |
| 8 |                     |   | rd |    | kd |    |    |    |
| 7 |                     |   |    | nd |    | pd |    |    |
| 6 | pd                  |   |    |    |    |    | bl |    |
| 5 |                     |   |    | pl | pd | ql |    |    |
| 4 | pl                  |   |    |    |    | pl |    |    |
| 3 |                     |   |    |    |    |    | pl | pd |
| 2 |                     |   | pd | qd |    | bl |    | pl |
| 1 |                     |   | bd |    | rl |    | kl |    |
|   | a                   | b | c  | d  | e  | f  | g  | h  |
|   | Stelling na 34.exd5 |   |    |    |    |    |    |    |

|   | diagram 3                 |   |   |    |    |    |    |    |
| 8 |                           |   |   | kd |    | nd |    | rd |
| 7 |                           |   |   |    |    | kl |    |    |
| 6 | pd                        |   |   |    |    |    |    |    |
| 5 | pl                        |   |   | pl | bd |    | pl |    |
| 4 | qd                        |   |   |    |    |    |    |    |
| 3 |                           |   |   | ql |    |    |    | bl |
| 2 |                           |   |   |    | pd |    |    |    |
| 1 |                           |   |   |    | bl |    |    |    |
|   | a                         | b | c | d  | e  | f  | g  | h  |
|   | Slotstelling na 56... Kd8 |   |   |    |    |    |    |    |